# MIPS Technologies
MIPS Technologies Inc. (früher MIPS Computer Systems) ist ein US-amerikanisches IT-Unternehmen. MIPS war der erste kommerzielle Anbieter von RISC-Prozessoren und der Entwickler der MIPS-Architektur. Heute bietet MIPs Lösungen basierend auch unterschiedlichen Open-Source-Architekturen an.

## Geschichte
MIPS Computer Systems wurde 1984 von John L. Hennessy, John Moussouris und Edward P. Stritter (u. a. Chef-Architekt der 68000 Hauptprozessor von Motorola) in Mountain View, Kalifornien gegründet. Im November 1989 wurde das Unternehmen mit Bob Miller als CEO an die Börse (Nasdaq) gebracht. 1992 wurde es für 333 Millionen Dollar von Silicon Graphics (SGI) komplett übernommen und als MIPS Group integriert. MIPS Computer Systems gab es somit nicht mehr.
1998 entschied sich SGI dafür, die Itanium-Architektur von Intel einzusetzen. Die MIPS Group wurde unter dem Namen MIPS Technologies Inc. wieder als eigenständiges Unternehmen, das Lizenzen für die Nutzung von geistigem Eigentum anbietet, an die Börse gebracht. Der damit zweite Börsengang des Unternehmens fand am 30. Juni 1998 statt. SGI behielt zuerst einen Teil der Aktien und verkaufte diese dann zwei Jahre später.
2002 wurde das britische Unternehmen Algorithmics Ltd, 2005 das US-amerikanische Unternehmen First Silicon Solutions und 2007 das portugiesische Unternehmen Chipidea übernommen.
Im Dezember 2012 wurde bekanntgegeben, dass Googles Android-Betriebssystem in der Version 4.0 erfolgreich auf die MIPS-Architektur portiert wurde.
Im Februar 2013 wurde MIPS Technologies vom britischen Unternehmen Imagination Technologies, bekannt vor allem durch seine PowerVR Technologie, übernommen. Im Rahmen des Verkaufs von Imagination Technologies an Canyon Bridge Capital Partners im Jahr 2017 wurde MIPS Technologies zunächst an Tallwood Venture Capital abgegeben und im Juni 2018 von Wave Computing übernommen.
Wave ging 2020 in ein Insolvenzverfahren, aus dem es 2021 wieder unter dem Namen des vorher übernommenen Unternehmen MIPS hervorging. Gleichzeitig stellte man die Entwicklung um auf die RISC-V-Architektur und trat der Non-Profit-Organisation „RISC-V International“ bei.
Heute bietet MIPs Lösungen basierend auch auf anderen Open-Source-Architekturen an.
Im Juli 2025 gab Global Foundries bekannt, eine bindende Vereinbarung unterschrieben zu haben, MIPS zu übernehmen. Es wird damit gerechnet, dass die üblichen regulatorischen Überprüfungen in der zweiten Jahreshälfte abgeschlossen sein werden.